# Фёрстер, Хорст
Хорст Фёрстер (нем. Horst Förster; 13 марта 1920, Дрезден — 30 июня 1986, Дрезден) — немецкий дирижёр.
Первоначальное образование получил как скрипач под руководством Яна Дамена. Затем окончил оркестровую школу при Саксонской государственной капелле (1940), изучал дирижирование у Курта Штриглера и хоровое дирижирование у Альфреда Штира.
В 1947 г. возглавил Дрезденский камерный оркестр. С 1951 г. руководил Эйзенахским филармоническим оркестром, в 1952—1956 гг. генеральмузикдиректор Эйзенаха (самый молодой в ГДР). В 1956—1964 гг. главный дирижёр Государственного симфонического оркестра Халле, одновременно возглавлял Певческую академию имени Роберта Франца. С 1961 г. профессор Берлинской высшей школы музыки имени Ханса Эйслера. В 1964—1967 гг. главный дирижёр Дрезденского филармонического оркестра. Затем некоторое время занимался преимущественно преподавательской работой в Берлине (среди его учеников Йорг-Петер Вайгле). В 1970—1978 гг. возглавлял Оркестр Зондерсхаузена, затем с 1978 г. и до конца жизни руководил Шверинским филармоническим оркестром. В 1962 г. удостоен в Халле Премии имени Генделя.